# Mon chevalier et moi
 (janvier 2020).
Si vous disposez d'ouvrages ou d'articles de référence ou si vous connaissez des sites web de qualité traitant du thème abordé ici, merci de compléter l'article en donnant les références utiles à sa vérifiabilité et en les liant à la section « Notes et références ».
Mon Chevalier et Moi (My Knight and Me) est une série télévisée d'animation par ordinateur franco-belge, en 52 épisodes de 13 minutes réalisée par Joeri Christiaen.
La série a été diffusée en Belgique du 28 août 2016 et le 4 mars 2017 sur La Trois et en France du 1er novembre 2016 et le 30 novembre 2016 sur Télétoon+.
Au Québec, elle a été diffusée du 10 septembre 2016 et le 7 septembre 2017 sur Family Channel.

## Synopsis
À l'époque médiévale, les meilleurs amis Jimmy l'écuyer et Cat la princesse rebelle vivent des aventures toujours plus décalées. Pour cela, ils comptent sur Henri d'Orange, le père de Jimmy, qui est sans doute le chevalier le plus drôle du royaume.

## Distribution
- Kaycie Chase : Cat la princesse
- Dorothée Pousséo : Jimmy
- Martial Le Minoux : Henri
- Déborah Perret : la sorcière, la reine
- Emmanuel Garijo
- Magali Rosenzweig
- Jérémie Covillault

- Version originale
  - Studio d’enregistrement : Zynco[4]
  - Direction artistique : Nathalie Homs
  - Adaptation : Philippe Mestiri et Gilles Coiffard

## Épisodes
| N° | Titre de l'épisode                         | Titre de l'épisode            | Réalisateur(s)   | Scénariste(s)                | Diffusion Belgique | Diffusion France  | Diffusion Canada  |
| -- | ------------------------------------------ | ----------------------------- | ---------------- | ---------------------------- | ------------------ | ----------------- | ----------------- |
| 1  | Comment sauver une princesse               | How to Save a Princess        |                  | Hugh Webber                  | 28 août 2016       | 1er novembre 2016 | 10 septembre 2016 |
| 2  | La princesse et le cygne                   | The Cat and the Swan          |                  | Allen Glazier Hugh Webber    | 28 août 2016       | 1er novembre 2016 | 10 septembre 2016 |
| 3  | Chasseurs de sorcières                     | Witch Hunters                 |                  | Hugh Webber                  | 4 septembre 2016   | 1er novembre 2016 | 17 septembre 2016 |
| 4  | Maléfique mandoline                        | Bad Bad Mandolin              | Joeri Christiaen | Russ McGarry Hugh Webber     | 4 septembre 2016   | 1er novembre 2016 | 17 septembre 2016 |
| 5  | Une choré épique                           | Epic Ballroom                 | Joeri Christiaen | Jim Martin Hugh Webber       | 11 septembre 2016  | 3 novembre 2016   | 24 septembre 2016 |
| 6  | Fashion victimes                           | Fashion Victims               |                  | Hugh Webber                  | 11 septembre 2016  | 3 novembre 2016   | 24 septembre 2016 |
| 7  | L'attaque de l'écuyer de 15 mètres de haut | Attack of the 50ft. Squire    |                  | Hugh Webber                  | 18 septembre 2016  | 4 novembre 2016   | 1er octobre 2016  |
| 8  | Le heaume d'épique                         | The Helmet of Epic            | Joeri Christiaen | Kevin Pedersen Hugh Webber   | 18 septembre 2016  | 4 novembre 2016   | 4 octobre 2016    |
| 9  | Le challenge                               | The Challenge                 |                  | Allen Glazier Hugh Webber    | 25 septembre 2016  | 5 novembre 2016   | 8 octobre 2016    |
| 10 | Garde royale                               | Queen's Guard                 |                  | Hugh Webber                  | 25 septembre 2016  | 5 novembre 2016   | 11 octobre 2016   |
| 11 | Le chevalier de la route                   | The Road Knight               |                  | Kevin Pedersen James Woodham | 2 octobre 2016     | 7 novembre 2016   | 15 octobre 2016   |
| 12 | Trafic épique                              | Epic Traffic                  |                  |                              | 2 octobre 2016     | 7 novembre 2016   | 18 octobre 2016   |
| 13 | La sorcière des marais puants              | The Stinky Swamp Witch        | Joeri Christiaen | Joeri Christiaen Hugh Webber | 9 octobre 2016     | 8 novembre 2016   | 22 octobre 2016   |
| 14 | Le Festival de la moisson                  | The Harvest Festival          |                  |                              | 9 octobre 2016     | 8 novembre 2016   | 25 octobre 2016   |
| 15 | Trésor à saisir                            | Treasure Trap                 |                  |                              | 16 octobre 2016    | 9 novembre 2016   | 29 octobre 2016   |
| 16 | Devine qui vient dîner?                    | Guess Who's Coming for Dinner |                  |                              | 16 octobre 2016    | 10 novembre 2016  | 10 octobre 2016   |
| 17 | Colbert sans peur                          | Fearless Colbert              |                  |                              | 23 octobre 2016    | 10 novembre 2016  | 4 novembre 2016   |
| 18 | Une Cat dans le sac                        | Cat's in the Bag              |                  |                              | 23 octobre 2016    | 12 novembre 2016  | 9 décembre 2016   |
| 19 | À la recherche de la star épique           | Talent Show                   |                  |                              | 30 octobre 2016    | 12 novembre 2016  | 18 décembre 2016  |
| 20 | Brave Jack                                 | The Good Jack                 |                  |                              | 30 octobre 2016    | 12 novembre 2016  | 2 février 2017    |
| 21 | Henri the Felon                            | Henri the Felon               |                  |                              | 6 novembre 2016    | 12 novembre 2016  | 9 février 2017    |
| 22 | Jimmy, on a rétréci ma mère                | Epically Small                |                  |                              | 6 novembre 2016    | 14 novembre 2016  | 26 février 2017   |
| 23 | Scoop toujours                             | Ronny and the Rock Monster    |                  |                              | 13 novembre 2016   | 14 novembre 2016  | 1er mars 2017     |
| 24 | Le chevaucheur de dragon                   | The Dragon Rider              |                  |                              | 13 novembre 2016   | 15 novembre 2016  | 8 mars 2017       |
| 25 | La trêve                                   | Cease Fire                    |                  |                              | 20 novembre 2016   | 15 novembre 2016  | 15 mars 2017      |
| 26 | Les sorciers                               | The Sorcerers                 |                  |                              | 20 novembre 2016   | 16 novembre 2016  | 22 mars 2017      |
| 27 | Journée en famille                         | Parent/Children Day           |                  |                              | 27 novembre 2016   | 17 novembre 2016  | 17 avril 2017     |
| 28 | La dent du bonheur                         | Lucky Tooth                   |                  |                              | 27 novembre 2016   | 17 novembre 2016  | 17 avril 2017     |
| 29 | Retour à l'école                           | Back to School                |                  |                              | 4 décembre 2016    | 18 novembre 2016  | 19 juin 2017      |
| 30 | Méchants associés                          | The Mean Team                 |                  |                              | 4 décembre 2016    | 18 novembre 2016  | 21 juillet 2017   |
| 31 | Mon père et moi                            | My Dad and Me                 |                  |                              | 11 décembre 2016   | 19 novembre 2016  | 28 août 2017      |
| 32 | Bagarre, mensonge et vidéo                 | Caught on Tape                |                  |                              | 11 décembre 2016   | 19 novembre 2016  | 29 août 2017      |
| 33 | Clones en série                            | Red Dawn                      |                  |                              | 18 décembre 2016   | 20 novembre 2016  | 4 septembre 2017  |
| 34 | Pas si vite                                | No So Fast                    |                  |                              | 18 décembre 2016   | 21 novembre 2016  | 4 septembre 2017  |
| 35 | Princesse mode d'emploi                    | Princess Jimmy                |                  |                              | 7 janvier 2017     | 21 novembre 2016  | 4 septembre 2017  |
| 36 | Benoît, un écuyer brillant                 | Kurt the Shining Squire       |                  |                              | 7 janvier 2017     | 22 novembre 2016  | 4 septembre 2017  |
| 37 | Papy rouge                                 | Old Red                       |                  |                              | 14 janvier 2017    | 22 novembre 2016  | 4 septembre 2017  |
| 38 | Jimmy la gonflette                         | Jimmy Works Out"              |                  |                              | 14 janvier 2017    | 23 novembre 2016  | 4 septembre 2017  |
| 39 | Le dragon au bois dormant                  | Sleeping Jack                 |                  |                              | 21 janvier 2017    | 23 novembre 2016  | 5 septembre 2017  |
| 40 | Le retour du cygne                         | The Return of the Swan        |                  |                              | 21 janvier 2017    | 24 novembre 2016  | 5 septembre 2017  |
| 41 | De la fuite dans les idées                 | The Leak                      |                  |                              | 28 janvier 2017    | 24 novembre 2016  | 5 septembre 2017  |
| 42 | L'écuyer masqué                            | Who's The Squire              |                  |                              | 28 janvier 2017    | 25 novembre 2016  | 5 septembre 2017  |
| 43 | La fureur du chevalier                     | Not So Angry Knight           |                  |                              | 4 février 2017     | 25 novembre 2016  | 5 septembre 2017  |
| 44 | Voir ou être vu                            | Invisible Jimmy               |                  |                              | 4 février 2017     | 26 novembre 2016  | 6 septembre 2017  |
| 45 | Plus fort que le rock                      | Henri the Rockstar            |                  |                              | 11 février 2017    | 26 novembre 2016  | 6 septembre 2017  |
| 46 | Opération tarte aux pommes                 | Operation Apple Pie           |                  |                              | 11 février 2017    | 27 novembre 2016  | 6 septembre 2017  |
| 47 | Rébellion chez les princesses              | Mischief at Princess High     |                  |                              | 18 février 2017    | 28 novembre 2016  | 6 septembre 2017  |
| 48 | La gloire ou le fromage                    | Getting Cheesy                |                  |                              | 18 février 2017    | 28 novembre 2016  | 6 septembre 2017  |
| 49 | Au service de Sa Majesté                   | At Her Majesty's Service      |                  |                              | 25 février 2017    | 29 novembre 2016  | 7 septembre 2017  |
| 50 | Tu veux la paix? Prépare la guerre         | My Knight, My Dragon, and Me  |                  |                              | 25 février 2017    | 29 novembre 2016  | 7 septembre 2017  |
| 51 | La plus grande fan du cygne                | The Swan's Biggest Fan        |                  |                              | 4 mars 2017        | 30 novembre 2016  | 7 septembre 2017  |
| 52 | Rêve épique                                | Epic Dream                    |                  |                              | 4 mars 2017        | 30 novembre 2016  | 7 septembre 2017  |